# Charlotta Höglund
Charlotta Höglund, född 9 oktober 1968 i Lerum, är en svensk bildkonstnär. Hon är utbildad på Skånska målarskolan i Malmö och Folkuniversitetets konstlinje i Helsingborg.
Höglund har framförallt inspirerats av sin far konstnären Ebbe Höglund. Hon har bott i Paris i flera omgångar och även i Nederländerna. 2007 flyttade hon tillbaka till Sverige, där hon idag är baserad i Bjuvs kommun.
Hennes verk i akryl karaktäriseras ofta av en surrealistisk känsla. Hennes målningar och teckningar har ställts ut bland annat på Liljevalchs i Stockholm och Carrousel du Louvre i Paris. I Skåne har utställningar bland annat ägt rum på Krapperups slott, Galleri Svenshög, Landskrona konsthall och Konstnärsgården i Mölle.
Höglund har medverkat i de återkommande konstrundorna som hålls i Landskronaområdet under vårarna, där man arrangerar utställningar i större lokaler men även hemma hos konstnärerna. Höglund säger att hon inspirerats mycket av sin tid i Paris.

## Källhänvisningar
1. 1 2  Folkbokföringsdata. Ratsit.se. Läst 6 juli 2014.
2. 1 2  Emma Lind (8 april 2012). ”Konsten har fört henne till Ekeby”. Helsingborgs Dagblad. http://hd.se/bjuv/2012/04/08/konsten-har-fort-henne-till-ekeby/. Läst 24 oktober 2012.
3. ↑  "Charlotta Höglund". Arkiverad 14 juli 2014 hämtat från the Wayback Machine. Helsingborgskonstforening.se. Läst 6 juli 2014.
4. ↑  "Utställning på Konstnärsgården". HD.se, 2004-07-08. Läst 6 juli 2014.
5. ↑  Stefan Lindqvist (2 april 2012). ”Mer konst under påsken”. Helsingborgs Dagblad. http://hd.se/noje/2012/04/02/mer-konst-under-pasken/. Läst 24 oktober 2012.